# Лисиця

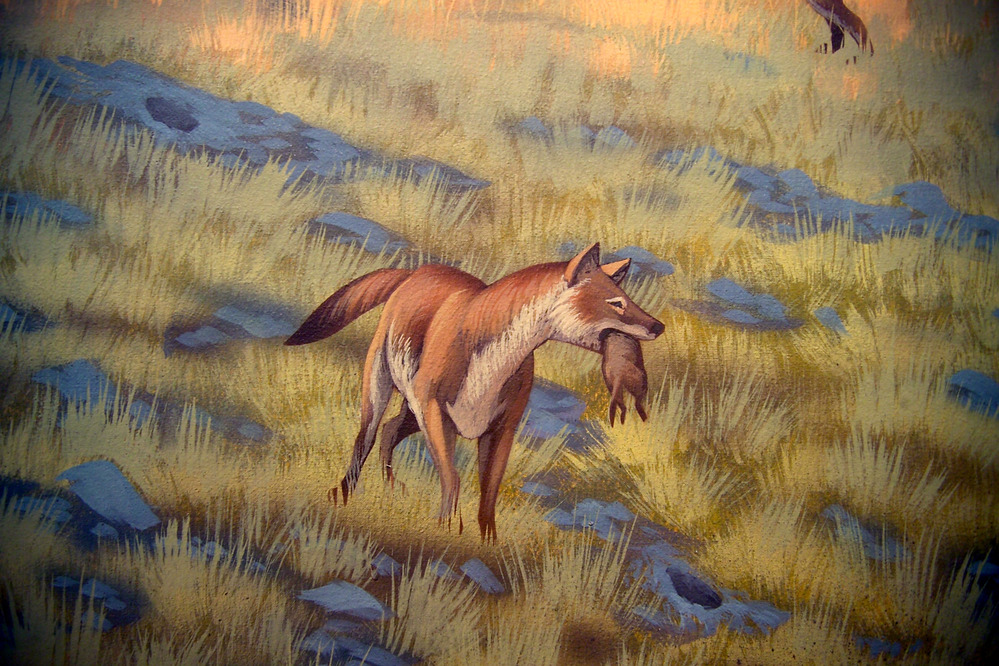
Художня реконструкція Vulpes stenognathus

Лиси́ця, лис (Vulpes) — рід ссавців родини псових (Canidae), ряду хижих. Довжина тіла до 90 см, хвоста — до 60  см, маса 2—14 кг. Волосяний покрив густий і пухнастий, здебільшого жовтувато-рудий. Живиться тваринною (мишовиді гризуни, зайці, птахи, комахи) і рослинною їжею. Ареал охоплює Африку, Євразію, Північну Америку; лисицю руду інтродуковано до Австралії й Новій Зеландії. Лисиці живуть у широкому діапазоні середовищ існування від пустелі до Арктики, від високогір'я до відкритих рівнин. 
Найпоширеніший представник і типовий вид — лисиця звичайна. Другий вид, який мешкає в Україні, — корсак — занесений до Червоної книги України.

## Назва
Етимологія: лат. vulpes — «лисиця». Українська назва походить від давньоруського, старослов'янського і праслов'янського лисъ, яке не має загальноприйнятої етимології.

## Морфологія
Представники роду характеризуються видовженим приосадкуватим тулубом, головою з видовженою загостреною мордою. Вуха зазвичай відносно великі (за винятком видів, що мешкають у полярних широтах — див. правило Алена), очі з вертикально-овальною зіницею. Хвіст пухнастий, заокруглений, від половини до повної довжини голови й тіла. Моногами, у самиць звичайно шість чи вісім молочних залоз. Вони досягають довжини голови і тулуба від 35 до 90 сантиметрів, хвіст завдовжки від 18 до 55 сантиметрів, а вага — від 1 до 14 кілограмів. Залежно від виду хутро може бути білим, жовтим, рудуватим або сірим.

## Систематичні взаємини. Видовий склад
Нерідко (а раніше — завжди) групу Vulpes розглядають у складі роду Canis (пес).
Рід нараховує 12 сучасних видів.
Частину видів нерідко виокремлюють в інші роди (наприклад, песця).

## Рання історія
Найдавнішим відомим викопним видом роду Vulpes є V. riffautae, що датується пізнім міоценом Чаду. Відкладенням, де знайдено ці скам’янілості, близько 7 мільйонів років, що може зробити їх найдавнішими псовими у Старому Світі. Вважається, що вони важили від 1,5 до 3,5 фунтів. V. skinneri, зі скам’янілостей Малапа в Південній Африці, молодші за V. riffautae приблизно на 5 мільйонів років і з’являється в ранньому плейстоцені.
Відомі ще дві вимерлі, менш задокументовані скам’янілості: V. praeglacialis і V. hassani. V. praeglacialis був виявлений у печері Петралона, Халкідіки, Греція. Вік відкладень (ранній плейстоцен) робить їх найдавнішою появою лисиці в Європі.
V. hassani знайдено в міоцен-пліоценових відкладеннях на північному заході Африки. Цей вид, можливо, дав початок нинішній Vulpes rueppelli, що підтверджує те, що близьке філогенетичне кластерування V. rueppelli та рудих лисиць є результатом недавньої інтрогресивної гібридизації, а не нещодавнього видоутворення.
У плейстоцені Vulpes мав досить широке поширення, у Північній Америці виявлено вісім видів. З цих восьми шість не є викопними, а три види все ще залишаються в Північній Америці (V. velox, V. macrotis і V. vulpes). Решта три з часом мігрували до Африки. V. stenognathus вимер, але має сучасні сестринські таксони, а саме V. chama, V. rueppellii, V. velox і V. vulpes — ці види проживають у Північній Америці.

### Вимерлі види
- Vulpes alopecoides — (Major, 1873, пізній пліоцен, Європа)
- Vulpes angustidens — (Thenius, 1954, ранній плейстоцен, Європа)
- Vulpes beihaiensis Qiu & Tedford, 1990  — Китай, пліоцен
- Vulpes chikushanensis — (Young, 1930, пізній пліоцен, Китай)
- Vulpes galaticus — (Ginsburg, 1998, пліоцен, Туреччина)
- Vulpes hassani Geraads, 2011  — Марокко, межа міоцену та пліоцену
- Vulpes kernensis Tedford et al., 2009  — США, міоцен
- Vulpes mathisoni Geraads, Drapeau, Bobe & Fleagle, 2013  — Африка, неоген
- Vulpes praecorsac — (Kormos, 1932, середній плейстоцен, Європа)
- Vulpes praeglacialis — (Kormos, 1932, ранній-середній плейстоцен, Європа)
- Vulpes qiuzhudingi — (Wang et al., 2014, ранній пліоцен, Тибет)
- Vulpes riffautae — (Bonis et al., 2007, пізній міоцен, Африка)
- Vulpes rooki Bartolini Lucenti, 2021  — Китай, пліоцен
- Vulpes skinneri — (Adam Hartstone-Rose et al., 2013, ранній плейстоцен, ПАР)
- Vulpes stenognathus — (Savage, 1942, пізній міоцен, Північна Америка)

## Загрози
Згідно з МСОП, усі види роду лисиця належать до категорії LC, однак популяції двох видів зменшуються — Vulpes bengalensis і Vulpes macrotis. Основною загрозою є знищення середовища існування для сільського господарства, міського та промислового розвитку. Також загрозою є хвороби (сказ і вірус чуми собак).

## Образ у казках
Лисиця в казках виступає, як хитрий персонаж. Її образ часто можна зустріти в українських народних казках та в казках інших народів, як-то «Як лисиця ведмедям сир ділила» («Двоє жадібних ведмежат»). Зокрема про її підступність йдеться в словацькій народній казці Казка про Наперстка. В казках слов'янських народів лисиця має прізвисько лисичка-сестричка.
Див. також: Фарбований Лис • Дівчинка і лисеня